# Acrapex syscia
Acrapex syscia là một loài bướm đêm trong họ Noctuidae.